# Lynne Abraham

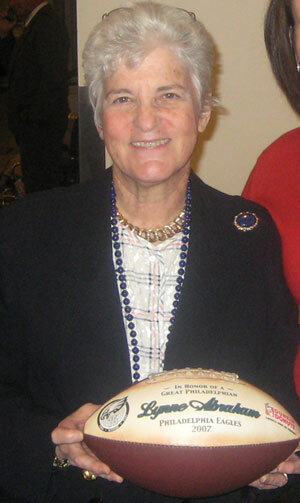
Lynne Abraham 2007

Lynne Marsha Abraham (* 31. Januar 1941 in Philadelphia, Pennsylvania) ist eine amerikanische Staatsanwältin und Politikerin. Sie versah von 1991 bis 2010 das Amt des District Attorney von Philadelphia, war die erste Frau in dem Amt und wurde viermal wiedergewählt. Als District Attorney hatte sie die Verantwortung für jährlich etwa 75.000 Fälle und Berufungen und leitete ein Amt mit 300 Staatsanwälten (assistant district attorneys) und 275 unterstützenden Mitarbeitern. 2015 bewarb sie sich als Bürgermeisterin Philadelphias.

## Herkunft und Familie
Lynne Abraham kommt aus einfachen Verhältnissen. Die Großeltern waren europäische Einwanderer jüdischer Herkunft, der Vater war als Hilfsarbeiter im Gemüsehandel tätig. Die Mutter litt unter Depressionen, wurde zwischenzeitlich in der Psychiatrie untergebracht und beging in den 1980er Jahren Selbstmord. Lynne und ihre jüngere Schwester wuchsen zeitweise bei katholischen Pflegeeltern auf. Sie studierte Jura an der Temple University und promovierte an der juristischen Fakultät. Ebenso war sie als Lehrbeauftragte dort tätig. Sie war seit 1976 mit dem 24 Jahre älteren Radiopionier Frank Ford (1916–2009) verheiratet, der ebenso bei den Demokraten in Philadelphia engagiert war. Lynne lernte Ford 1956 als Babysitterin bei einer Tochter Fords kennen. Abraham hatte später einen Teilzeitjob bei der Valley Forge Music Fair, die Ford ins Leben gerufen hatte. Ford redete Abraham ihren ursprünglichen Berufswunsch Medizin aus, sie habe eine große Klappe, sei rhetorisch versiert und schlau, sie solle Jura studieren.

## Karriere
Abraham begann ihre Karriere als Rechtsberaterin für den Stadtrat von Philadelphia. Während der Amtszeit des umstrittenen Bürgermeisters Frank Rizzo beschäftigte sie sich unter anderem mit Planungs- und Stadterneuerungsfragen bei der „Philadelphia Redevelopment Authority“. Rizzo war landesweit als Law-and-Order-Politiker Philadelphias bekannt, der damit zeitweise bei der weißen Mittel- und Unterschicht Stimmen gewann und damit die schwarze und schwule Bürgerrechtsbewegung massiv unterdrückte. Er nannte die als „taff“ und durchsetzungsfähig geltende Lynn Abraham als den besten Mann, den wir haben. Sie ging sowohl hergebrachte Korruptionsprobleme in der Planungsbehörde wie den Nepotismus von Rizzo selbst an.
1977 wurde sie Richterin am Amtsgericht, 1980 beim Berufungsgericht (Court of Common Pleas) und 1991 leitende Staatsanwältin. Der Vorgänger, Ronald D. Castille, der im Jahr 2015 als Chief Justice des obersten Gerichtshofs von Pennsylvania dient, trat damals wegen seiner Kandidatur für das Bürgermeisteramt zurück. 1993 wurde sie wiedergewählt und wurde auch 1997, 2001 und 2005 jeweils gegen mehrere Gegenkandidaten in den Vorwahlen der demokratischen Partei wiedergewählt. Sie hat das Amt länger ausgeübt als jeder ihrer Vorgänger und war die erste Frau in dieser Funktion.
Wegen der vergleichsweise hohen Anteile von Todesstrafen bzw. entsprechenden Strafanträgen wurde sie auch als „Deadliest DA“ oder „Queen of Death“ bezeichnet und kritisiert. Im Falle der auch international kontrovers diskutierten Verurteilung des schwarzen Aktivisten Mumia Abu-Jamal sprach sie laut Charlie Dent (zitiert in einer Debatte des US-Repräsentantenhauses) von einem der eindeutigsten Fälle ihrer Karriere. Abu-Jamal sei unverdientermaßen von einigen zum Volkshelden stilisiert worden und nichts weiter als ein Mörder.

## Politische Rolle
Bei den Präsidentschaftswahlen 2004 und 2008 war sie als Wahlmann für die Demokraten im Electoral College und bekannte sich jeweils für Kandidaten der US-Demokraten, so John Kerry und Barack Obama. Ihr Nachfolger, R. Seth Williams, war schon 2005 gegen Abraham in den demokratischen Vorwahlen angetreten und wurde 2010 der erste Afroamerikaner in dem Amt in Philadelphia.
Abraham kandidierte 2015 als Bürgermeisterin Philadelphias, schied jedoch bereits in den Vorwahlen aus.